# Ágnes Heller
Ágnes Heller, född 12 maj 1929 i Budapest, död 19 juli 2019 i Balatonalmádi, var en ungersk marxistisk filosof, innan hon gick över till nyliberala funktionalistiska teorier och positioner inom det ”moderna projektet”.

## Biografisk anteckning
Heller växte upp i en judisk medelklassfamilj, där hennes far, Pál Heller, ofta bytte arbetsplats. Under andra världskriget använde han sin juridiska utbildning och kunskaper i tyska språket till att hjälpa behövande människor med det pappersarbete som krävdes för att kunna emigrera från Europa. År 1944 deporterades hennes far tillsammans med 450 000 andra ungerska judar till koncentrationslägret Auschwitz, där han dukade under före krigsslutet. Heller och hennes mor lyckades undkomma nazismen med list och tur. Upplevelserna har icke desto mindre lämnat spår i hennes verk.
Heller inledde sin akademiska karriär vid Eötvös Loránd-universitetet 1947 med fysik och kemi, men en föreläsning av den marxistiske filosofen Georg Lukács fick henne att ändra inriktning till filosofi och han blev en av hennes inspirationskällor. Hon har omedelbart blivit tagen av hur hans föreläsningar har tilltalat hennes oro och tankar om att leva i en modern värld, i synnerhet efter att ha upplevt andra världskriget och Förintelsen. Detta växte och tog form i vad som senare skulle komma att kallas Budapestskolan. Hon har i övrigt hegeliansk filosofi, etik, politisk filosofi och existentialism på sin meritlista. Ställd inför ett existentiellt val mellan marxism och sionism, valde Heller marxismen och emigrerade inte till Israel. 
1947 var också året då Heller gick med i kommunistpartiet när hon befann sig i ett sionistiskt arbetsläger och började intressera sig mer för marxism. Hon blev utesluten ur kommunistpartiet först 1949, samma år som Mátyás Rákosi kom till makten. Efteråt blev hon stor beundrare av Rákosi, hon har till och med skrivit ett beundrarbrev till sin idol.
I en intervju för den numera opposionella dagstidningen Magyar Nemzet framhöll Heller att högernationalistiska Jobbik, ett parti hon tidigare har tagit avstånd ifrån bör bedömas utifrån sin aktuella roll, hellre än sin förflutna. Heller förespråkar i artikeln en koalition mellan kommunistpartiets arvtagare MSZP, MSZP:s avknoppning "Demokratiska Koalitionen" (DK), och Jobbik.

## Utmärkelser
- 1981 Den fria Hansestaden Hamburgs Lessingpris
- 1995  Staden Bremens Hannah Arendt-Pris
- 1995 Det ungerska Széchenyi-Nationalpriset
- 1996 Hedersdoktor vid Universitetet La Trobe, Melbourne
- 1997 Hedersdoktor vid Universitetet i Buenos Aires
- 2006 Sonning kulturpris -- Danmarks finaste kulturutmärkelse
- 2014 Wallenbergmedaljen